# Helianthus atrorubens
Genre
Synonymes
- Discomela atrorubens Raf.[1]
- Discomela sparsiflorus Raf.[1]
- Helianthus atrorubens var. alsodes Fern.[2]
- Helianthus atrorubens var. alsodes Fernald[1]
- Helianthus sparsifolius Elliott[1]

Statut de conservation UICN

 LC  : Préoccupation mineure
Helianthus atrorubens est une espèce nord-américaine de tournesol connue sous le nom commun de tournesol Purpledisc. L'espèce est originaire du sud-est des États-Unis et se rencontre dans tous les États côtiers, de la Louisiane à la Virginie, ainsi que dans les États intérieurs du Kentucky et du Tennessee. 
Helianthus atrorubens est une plante herbacée vivace atteignant jusqu'à 200 cm de hauteur. La plupart des feuilles sont proches de la base de la tige. Une plante peut produire de 1 à 15 capitules. La plante pousse dans les forêts mixtes et le long des routes.

## Liste des sous-espèces et variétés
Selon The Plant List (22 mai 2018) :
- sous-espèce Helianthus atrorubens subsp. radula (Pursh) Anashch.

Selon Tropicos (22 mai 2018) (Attention liste brute contenant possiblement des synonymes) :
- sous-espèce Helianthus atrorubens subsp. atrorubens
- variété Helianthus atrorubens var. alsodes Fernald
- variété Helianthus atrorubens var. atrorubens
- variété Helianthus atrorubens var. pubescens Kuntze